# Sant Feliu de Guíxols
Sant Feliu de Guíxols – gmina w Hiszpanii, w prowincji Girona, w Katalonii, o powierzchni 15,92 km². W 2011 roku gmina liczyła 21 961 mieszkańców.